# Дрофенко Сергій Петрович
Сергі́й Петро́вич Дрофе́нко (рос. Сергей Петрович Дрофенко; 12 серпня 1933, село Кам'янка Кам'янського району Дніпропетровської області — 9 вересня 1970, Москва) — російський поет, журналіст.

## Біографія
1957 року закінчив факультет журналістики Московського університету. Працював у Сибіру, декілька років завідував відділом поезії в журналі «Юность» у Москві.
Був зятем народного артиста СРСР Дмитра Журавльова.
Помер унаслідок нещасного випадку.

## Творчість
Друкуватися почав 1960 року. 1966 року в Москві побачила світ перша та єдина прижиттєва збірка віршів Сергія Дрофенка «Звернення до травня» (рос. «Обращение к маю»). Посмертно вийшли книги: «Зимове сонце» (1972), «Вибрана лірика», «Вірші» (1985).
Дрофенко наслідував традиції російського класичного вірша. Його творчість позначена суворістю самоаналізу, почуттям відповідальності перед часом, справжністю ліричного переживання.